# گالاگاما
گالاگاما (به لاتین: Galagama) یک منطقهٔ مسکونی در سری‌لانکا است که در استان جنوبی (سری‌لانکا) واقع شده‌است. گالاگاما ۴۳ متر بالاتر از سطح دریا واقع شده‌است.